# Dragutin Gorjanović-Kramberger

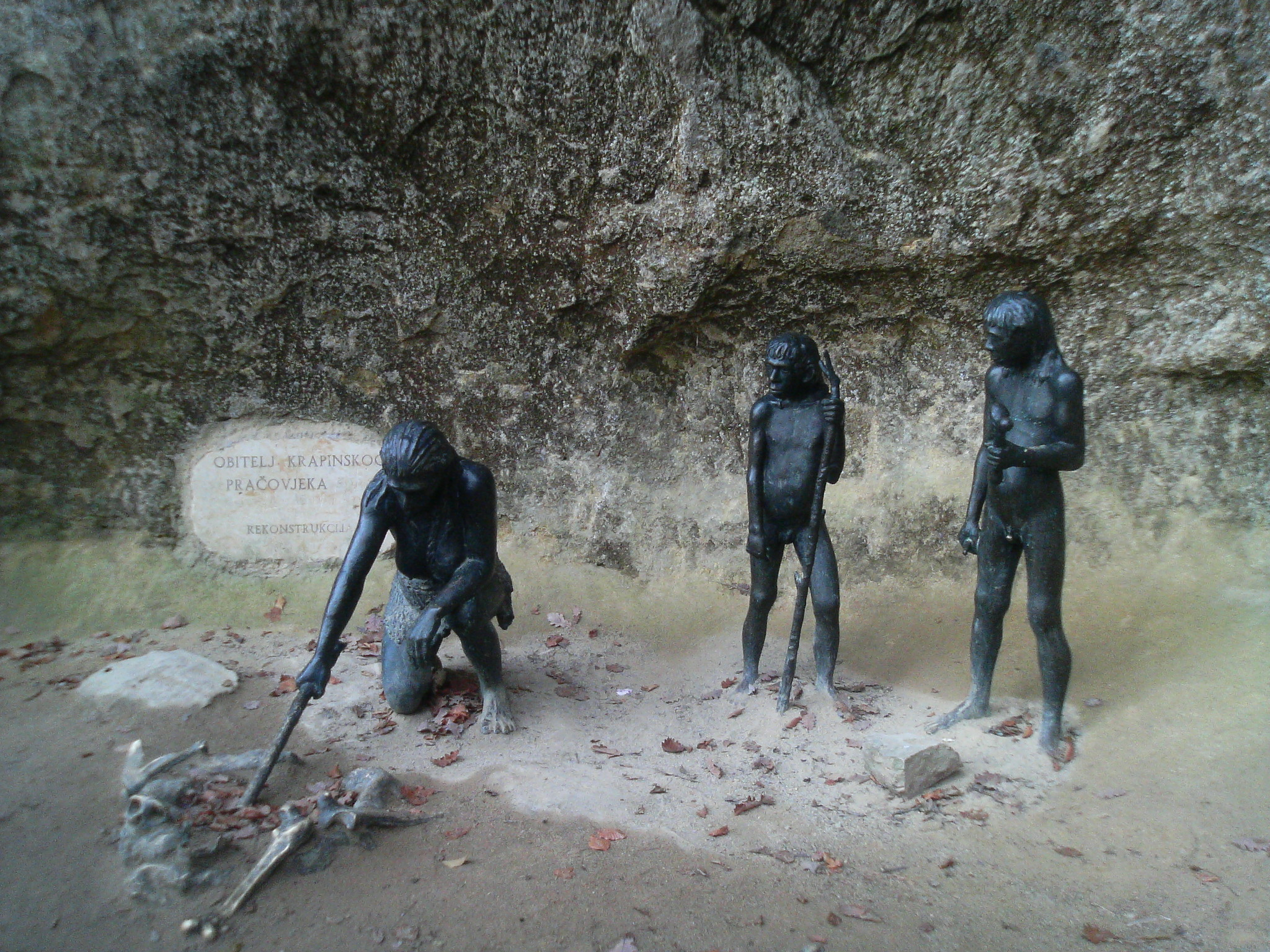

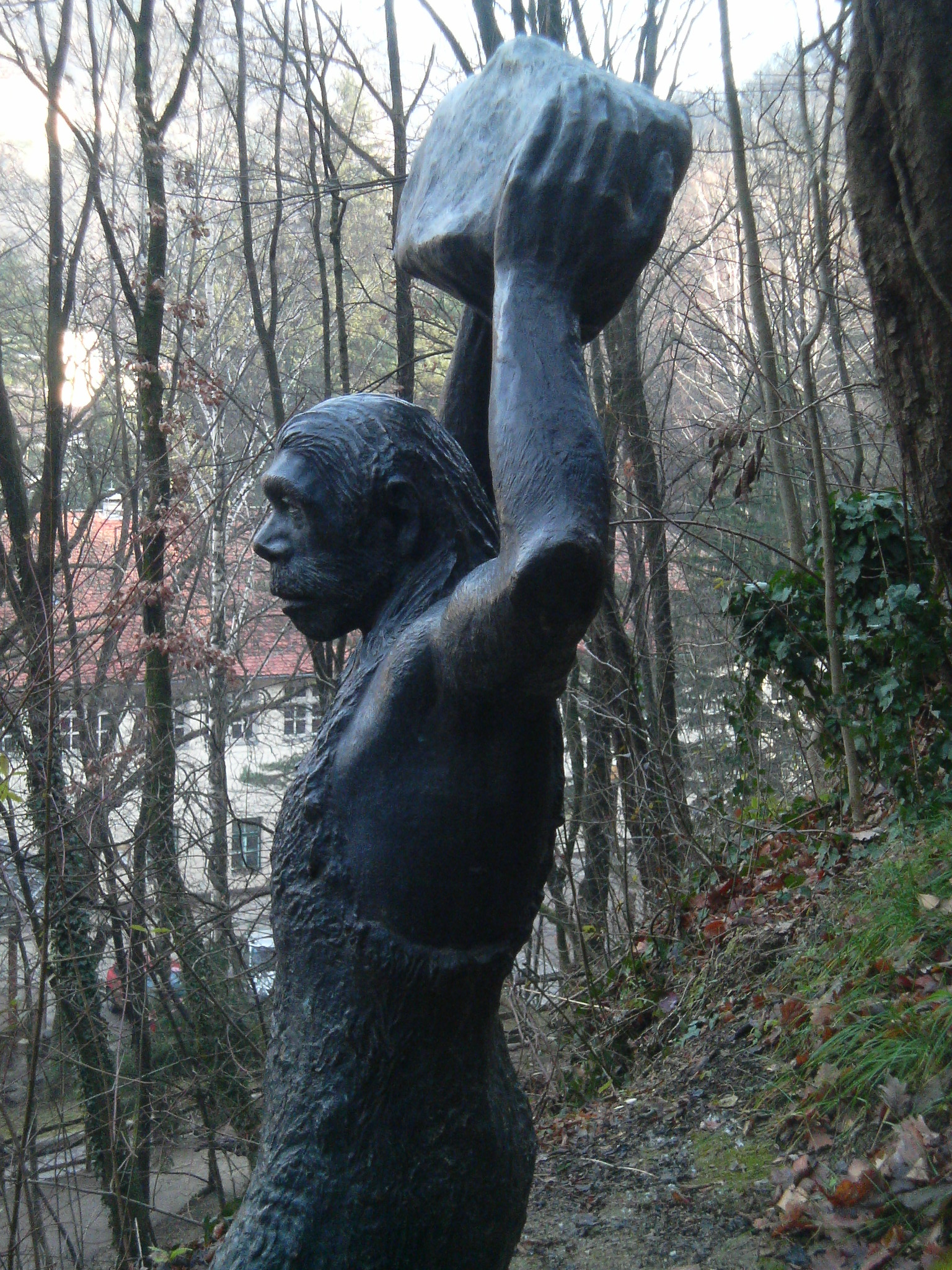

Dragutin Gorjanović-Kramberger, né le 25 octobre 1856 à Zagreb et mort le 24 décembre 1936  dans la même ville, est un géologue, archéologue, préhistorien et paléontologue croate.

## Biographie

### Formation
Après avoir terminé ses études secondaires à Zagreb, Dragutin Gorjanović-Kramberger commença à étudier la paléontologie à Zurich, en Suisse. Bientôt, il alla à Munich, où il suivit les conférences de Karl Zittel, expert mondialement connu en anatomie et en paléontologie. Il passa son doctorat en 1879, à Tübingen, en Allemagne, avec une thèse concernant les poissons fossilisés.
À partir de 1880, il remplit les fonctions de conservateur au département de minéralogie du Musée national croate et, en collaboration avec son supérieur, l'archéologue Djuro Pilar, il commença à établir la carte du Mont Medvednica, (medvjed = ours, en croate), une montagne située juste au nord de Zagreb. En 1890, il changea son nom de famille pour celui de Gorjanović.

### Enseignement
En 1883, Dragutin Gorjanović-Kramberger commença à enseigner la paléontologie des vertébrés à la Faculté de philosophie de l'Université de Zagreb. En 1884, il fut nommé assistant puis professeur associé, et finalement professeur à part entière en 1896. En 1893, il fut placé tête du département de paléontologie et de géologie du Musée national croate où il fut chargé de la paléontologie, de la stratigraphie, de la tectonique et de la paléoclimatologie. Il s'occupa également de géologie appliquée, de cartographie et d'hydrographie géologique. Gorjanović-Kramberger découvrit, décrivit, classifia, systématisa, data et détermina les environnements de nombreuses nouvelles espèces de poissons fossilisés. Dès la fin du XIXe siècle, alors qu'il était encore un jeune scientifique, il publia plus de cinquante travaux dans d'importants journaux scientifiques européens.

### Krapina
En 1899, sur la colline Hušnjak, près de la ville de Krapina en Croatie, il découvrit un site préhistorique très riche qui livra de nombreux restes de néandertaliens, parfois qualifiés d'hommes de Krapina (Krapinski pračovjek). La nouvelle de cette découverte importante se répandit vite en Europe et plus loin encore, pendant qu'il menait à bien une recherche scientifique très complète sur le matériel ostéologique humain, la faune, les conditions écologiques, la vie et la culture des populations qui avaient autrefois vécu à cet endroit. L'analyse des découvertes lui permit de remarquer des variations exceptionnellement importantes entre les os.
Avec le temps, il se rendit compte que c'était l'évolution, et non pas des maladies osseuses, comme on le pensait généralement, qui était à l'origine de cette variabilité créant des individus humains de statures différentes. La plus importante de ses contributions scientifiques est l'analyse et l'interprétation correcte de restes fossiles prouvant l'existence d'humains primitifs. Il appela Homo primigenius cet être ayant précédé les hommes actuels dans le cours de l'évolution. La contribution de Gorjanović-Kramberger ne se limite pas à une démonstration scientifique de la réalité de l'évolution des espèces humaines ; ses théories ont également eu un impact sur la perception du monde par la société.
Pour confirmer définitivement ses conclusions, il étudia des squelettes d'humains modernes. Il lui fallut pour cela inventer de nouvelles techniques scientifiques comme l'analyse du fluor dans les os pour calculer l'âge. Pour la première fois après leur découverte en 1895, il utilisa les rayons X pour analyser la structure interne des os. Bientôt, des experts éminents en anthropologie, en anatomie et dans les sciences connexes s'intéressèrent à cette technique. Les résultats des recherches liées à Krapina ont fait l'objet d'une monographie O diluvijalnom čovjeku iz Krapine, (Der Diluviale Mensch von Krapina in Kroatien - L'homme diluvial de Krapina), qui fut publiée à Wiesbaden en 1906. Cette publication était le travail le plus complet jamais écrit dans le domaine de la paléontologie humaine.

## Travaux
En 1909, il fonda la 'Commission géologique pour la Croatie et la Slavonie dans l'intention de réaliser la cartographie géologique et la recherche en pédologie. 1911 vit naître un journal scientifique Vijesti geoloskog povjerenstva, consacré à la géologie. Ce progrès dans l'institution scientifique et auprès du public permit au service géologique croate de devenir indépendant de l'Institut géologique de Budapest (Hongrie) et il a abouti à l'actuel Institut de recherche géologique de Zagreb.
Au cours de sa carrière, il publia plus de 230 articles dans les journaux croates et internationaux. Il dressa plusieurs cartes géologiques. Il était docteur honoris causa de l'université de Zagreb, membre de l'Association des docteurs en médecine et de l'Association croate des sciences naturelles, citoyen d'honneur de Zagreb, de Karlovac et de Krapina. Gorjanović-Kramberger était membre de neuf associations scientifiques étrangères. Encore très jeune, dès 1891, il était membre associé (et à partir de 1909 membre à part entière) de l'Académie yougoslave des Sciences et des Arts de l'époque. Après avoir pris sa retraite, il resta actif. Entre 1899 et 1929, il publia 53 travaux traitant de découvertes qui concernaient le fameux site de Krapina.